# Opuntia joconostle
Opuntia joconostle, llamada comúnmente xoconostle, es una planta perteneciente a la familia de los cactus (Cactaceae). El Xoconostle proviene del náhuatl que significa “Tuna agria”  “Xococ”, que significa agrio y de “Nochtl” que quiere decir tuna. Este nombre se le da a diferentes especies de opuntia que producen tunas agrias.

## Descripción
Es una planta arbustiva, alcanza hasta los 2,5 m de altura, su ramificación es compacta y frondosa, tronco erecto y cilíndrico de 20 cm de ancho y de color grisáceo. Cladodios obovados (más ancho hacia el extremo), de 18–28 cm de largo, por 11.5-18.5 cm de ancho, de 1.5 cm de espesor, de color mate, o verdes azulado pálido, recubiertos de una capa cerosa. Areolas, dispuestas en 7-9 (-10) series, ligeramente elevadas angostamente piriformes (en forma de pera), de 2 a 3 mm de largo x 1 a 2 mm de ancho, con fieltro corto, de color negruzco. Glóquidas amarillas, cortas, dispuestas en la parte central de la aréola. Espinas blancas, a veces ausentes, en toda la penca y a veces de 1 a 3, en pocas areolas, cortas, rígidas, desiguales, de aproximadamente 7 mm de largo. Epidermis brillante y lisa. Cladodios juveniles con aréolas prominentes, con fieltro de color marrón grisáceo claro y hoja basal refleja, de color verde claro con la punta rosada a rojiza. Flores amarillas, de 6.5 cm de largo. Pericarpelo obovado, de aproximadamente 3.8 cm de largo x 2.3 cm de ancho, con alrededor de 8 series de areolas, distantes a 3 mm entre sí, con escama basal crasa (grueso, jugoso y carnoso); segmentos exteriores del perianto con el ápice acuminado y bordes dentados, amarillo verdosos con amplia estría mediana, purpúrea; segmentos interiores de color amarillo claro; estambres alcanzan 1/3 inferior del perianto, filamentos y anteras blancos; estilo cuneiforme, de 2 cm de largo, blanco y rosado en la parte superior, lóbulos del estigma 5, papilosos, de aproximadamente 4 mm de largo, amarillo claro verdosos con estría mediana rosada. Frutos subglobosos, de 2-4, (-5.5) cm de diámetro, con cicatriz floral hundida; cáscara blanco verdosa, a veces moteada de rosa, superficie con 6 series de espirales de areolas muy chicas, anchamente piriformes, distantes 1 cm entre sí y 1.5 cm entre las series, sin espinas, con lana marrón, la pulpa muy ácida, rosada, ligeramente perfumada, funículos secos. Se ha observado que sus frutos no caen de las pencas cuando maduran, pudiendo quedar hasta muchos meses sobre ellas, por lo que hay xoconostles durante todo el año. Semillas rosadas, anguladas, de aproximadamente 1.5 mm de diámetro.

## Distribución y hábitat
Es una especie endémica de México, se localiza en la región centro occidental, en los estados de: Durango, Zacatecas, Aguascalientes, San Luis Potosí, Jalisco, Michoacán, Querétaro e Hidalgo. Específicamente, O. joconostle está presente en la parte central del estado de Jalisco. Se localiza también en el estado de San Luis Potosí, en La Pila. En los municipios de Tecámac y Acolman del Edo. de México, en el estado de Hidalgo en los municipios de Pachuca, Zempoala y en el Valle del Mezquital, y en la zona árida Queretana-hidalguense.
Es una especie de nopal que crece y se desarrolla en el bosque tropical caducifolio y en el matorral xerófilo. Se encuentra también en el matorral xerófilo microfilo, crassicaule y en pastizales, en altitudes de 1500 a 2000 m s. n. m. En un clima desértico árido (BW), cuyas temperaturas promedio son de 12 a 18 °C, pero con fluctuaciones muy altas y con precipitaciones inferiores a los 400 mm.  Esta planta se ha encontrado en suelo de origen ígneo.  Se presenta en laderas y mesetas, formando manchones compactos sobre suelos delgados tipo litosol eutrico.

## Estado de conservación
Los xoconostles son para México uno de los recursos de mayor relevancia en los ecosistemas de zonas áridas y semiáridas, presentes en casi el 50 % de su territorio. En la región del Valle del Mezquital en el estado de Hidalgo, O. joconostle es el xoconostle más utilizado por los pobladores. El cambio de uso de suelo y actividades humanas, están provocando la fragmentación de su hábitat. Es una especie que se encuentra en el apéndice II de CITES, el cual permite su aprovechamiento bajo un permiso de la SEMARNAT. No se encuentra dentro de la NOM-059-ECOL 2010 de la SEMARNAT. No está considerada bajo ninguna categoría de acuerdo a la Unión Internacional de la Conservación de la Naturaleza (IUCN).